# Lièpvre
Lièpvre [ljɛvʁ] (deutsch Leberau, elsässisch Laweröi, Welche: Co Lieuf) ist eine französische Gemeinde mit 1647 Einwohnern (Stand 1. Januar 2022) im Département Haut-Rhin in der Region Grand Est (bis 2015 Elsass). Sie gehört zum Kanton Sainte-Marie-aux-Mines und ist Mitglied des Gemeindeverbandes Val d’Argent.

## Geografie
Das Dorf liegt in den Vogesen, im Tal der Lièpvrette, heute wegen des in der Vergangenheit betriebenen Silberbergbaues auch Val d’Argent genannt. Das Gemeindegebiet gehört zum Regionalen Naturpark Ballons des Vosges.
Zu Lièpvre gehören die Weiler und Einzelsiedlungen Au Grand Breuil, Bois l´Abbesse (Äbtissenhof), Ferme de Spiémont, Frarupt, Ménabois (Menwald), Musloch und Votembach.
Die höchste Erhebung ist der Chalmont (Schalberg, 702 m), gefolgt von dem Kast (373 m) und dem Kesbel (302 m).

## Geschichte
Leberau entwickelte sich um ein Kloster, das Abt Fulrad von Saint-Denis im Jahr 774 auf einem von Karl dem Großen geschenkten Gelände gegründet hatte.
1868 erhielt die Gemeinde mit der Bahnstrecke Sélestat–Sainte-Marie-aux-Mines einen Bahnhof und Eisenbahnanschluss. 1980 wurde der Personenverkehr hier aufgegeben, 1990 dann auch der Güterverkehr und 1996/97 wurde die Strecke stillgelegt.
Von 1871 bis zum Ende des Ersten Weltkrieges gehörte Leberau als Teil des Reichslandes Elsaß-Lothringen zum Deutschen Reich und war dem Kreis Rappoltsweiler im Bezirk Oberelsaß zugeordnet.
| Jahr      | 1910 | 1962 | 1968 | 1975 | 1982 | 1990 | 1999 | 2007 | 2020 |
| --------- | ---- | ---- | ---- | ---- | ---- | ---- | ---- | ---- | ---- |
| Einwohner | 2061 | 1601 | 1639 | 1520 | 1536 | 1558 | 1632 | 1741 | 1664 |

## Wirtschaft
In Lièpvre ist das Küchenbauunternehmen Schmidt Groupe ansässig; es beschäftigt rund 1400 Mitarbeiter.

## Gemeindepartnerschaft
Französische Partnergemeinde von Lièpvre ist Saint-Sylvestre-sur-Lot in Aquitanien.